# スタディオ・アルマンド・ピッキ
スタディオ・アルマンド・ピッキ（Stadio Armando Picchi）は、イタリア・リヴォルノにある陸上競技場である。ASリヴォルノ・カルチョがホームスタジアムとして使用している。収容人数は14.267人。

## 概要
1960年ローマオリンピックの際に、サッカー競技の試合会場の一つとして使われた。スタジアムの名前は1950年代後半に選手としてリヴォルノで活躍したアルマンド・ピッキに由来している。